# Oscar Wendt
Oscar Wendt (Skövde, 24 de octubre de 1985) es un exfutbolista sueco que jugaba como defensa.

## Selección nacional
Fue internacional con la selección de fútbol de Suecia.

## Clubes
| Club                     | País      | Año       |
| ------------------------ | --------- | --------- |
| IFK Göteborg             | Suecia    | 2003-2006 |
| F. C. Copenhague         | Dinamarca | 2006-2011 |
| Borussia Mönchengladbach | Alemania  | 2011-2021 |
| IFK Göteborg             | Suecia    | 2021-2024 |

## Palmarés

### Títulos nacionales
| Título                 | Club             | País      | Año     |
| ---------------------- | ---------------- | --------- | ------- |
| Superliga de Dinamarca | F. C. Copenhague | Dinamarca | 2006-07 |
| Superliga de Dinamarca | F. C. Copenhague | Dinamarca | 2008-09 |
| Copa de Dinamarca      | F. C. Copenhague | Dinamarca | 2008-09 |
| Superliga de Dinamarca | F. C. Copenhague | Dinamarca | 2009-10 |
| Superliga de Dinamarca | F. C. Copenhague | Dinamarca | 2010-11 |